# Georges Désir
 (novembre 2015).
Si vous disposez d'ouvrages ou d'articles de référence ou si vous connaissez des sites web de qualité traitant du thème abordé ici, merci de compléter l'article en donnant les références utiles à sa vérifiabilité et en les liant à la section « Notes et références ».
Pour les articles homonymes, voir Désir (homonymie).
Georges Jules Joseph Désir, né le 16 avril 1925 à Ans et mort le 12 octobre 2016 à Bruxelles, est un producteur-animateur de télévision puis un homme politique belge, membre du Front démocratique des francophones (devenu, en 2015, DéFI).

## Biographie
Dans sa jeunesse, Georges Désir est routier-scout à la 18e unité de Liège (Saint-Christophe), au Clan de la Reine, où il a pour totem « Yack sélénite ».  Il y est routier en même temps que d'autres personnes devenues célèbres telles que Georges Konen, autre producteur de la RTB, Jean-Pierre Grafé, ministre d'État, etc.
Il étudie la philosophie et le droit à l'université de Liège, ainsi que la diction et le théâtre au Conservatoire royal de Liège.
Comédien, il joue entre autres La Preuve par quatre de Félicien Marceau au théâtre royal des Galeries, en avril 1967, en compagnie de Jacques Lippe et André Debaar.
Célèbre pour une émission intitulée Visa pour le monde qu'il crée, produit et anime sur les antennes de la télévision belge (RTB) à partir de 1967, il cède la place à Paule Herreman et Alain Denis en 1976 lorsqu'il est élu bourgmestre de sa commune puis élu député du Front démocratique des francophones (FDF), l'année suivante. Il avait auparavant animé Sept fois la langue, émission quotidienne diffusée à 18 h 25. Il fut aussi « chef » des speakerines à la RTB. Il commenta dans les années 1960 le Concours Eurovision de la chanson ou fut le porte-parole des votes pour la RTB jusqu'en 1974.

### Carrière politique
Georges Désir siège à la Chambre des représentants en 1977 et 1978 puis de 1985 à 1988. Il devient sénateur entre 1978 et 1985 et en 1988.  Il devient ministre de la Région bruxelloise lors de sa création en 1989.   Il fut aussi bourgmestre de la commune de Woluwe-Saint-Lambert de 1976 à 2006.